# Stadio Marie Marvingt
Lo stadio Marie Marvingt (in francese Stade Marie-Marvingt) è un impianto sportivo multifunzione francese che si trova a Le Mans.
Capace di 25068 posti tutti a sedere, è la sede degli incontri interni del locale club calcistico Le Mans.
Inaugurato nel 2010 come MMArena, assunse il nome attuale nel 2022 con l'intitiolataioa e Marie Marvingt, pioniera francese dello sport a cavallo di XIX e XX secolo.

## Storia
Durante il 2005 il Le Mans sale in Ligue 1, e mentre il club sembrava registrarsi stabilmente nell'élite del calcio francese, lo stadio Léon-Bollée è emerso come un freno per il club. La costruzione di un nuovo stadio diveniva una necessità.
Il futuro stadio diventa uno dei principali progetti della città. La sua capacità è di 25 000 posti, contro i circa 18.000 (di cui solo 12.500 posti) oggi per il suo predecessore, diventato troppo piccolo e obsoleto per un club in continua evoluzione tra l'élite. Oltre al calcio può essere esteso a circa 40 000 posti per le grandi partite di rugby e per ospitare concerti e altre rappresentazioni artistiche.
Il contratto di concessione dell'MMArena ammontano complessivamente a € 102 milioni. Tale finanziamento prevede un contributo netto di 11 milioni di soldi dalla società concessionaria e un debito di 39 milioni rimborsati dalla città di Le Mans con un "contributo annuo fisso" di 1.322.000. Si è integrato da una sovvenzione da parte delle comunità locali di € 49 milioni divisi tra il Comune di Le Mans (€ 31,480 milioni), dalla Regione (€ 8,760 milioni) e del Consiglio generale della Sarthe (€ 8,760 milioni). I restanti tre milioni sono forniti dal Mutual du Mans Assurances (MMA) nell'ambito di un contratto di denominazione senza precedenti in Francia. Per questo motivo lo stadio è chiamato MMArena.

### Cronologia
- L'8 luglio 2011, il MMArena fu accolto con favore all'inizio della settima tappa del Tour de France 2011 di Le Mans a Châteauroux vinto da Mark Cavendish.
- Il 13 luglio 2012, il MMArena avrebbe dovuto ospitare un concerto di Johnny Hallyday. Tuttavia, alla fine si è annullato a causa della pioggia[4].
- Il 7 dicembre 2013, il MMArena ha ospitato un incontro internazionale tra Football americano squadre Francia e Team USA Eagles.
- Il 27 luglio 2022 l'edificio cambia nome e diventa lo Stade Marie-Marvingt. La citta decide di promuovere lo sport femminile dedicando lo stadio alla pluridecorata sportiva francese.[5]

## Descrizione
Lo stadio contiene 25 064 posti a sedere, quasi 2.000 posti "Privilege" e 250 posti in 32 logge private. Esso comprende anche due schermi giganti di 45 m² ciascuno. Lo stadio ha anche 3.000 m² di aree di accoglienza, 15 di ristoro all'interno dello stadio e 4 punti ristoro esterni.

## Utilizzo

### Calcio

#### Partite Internazionali
Il 5 giugno 2012 lo stadio viene utilizzato per un match amichevole nazionale contro l'Estonia, in vista degli Europei svolti nel 2012. I Bleus si impongono per 4-0, grazie alla doppietta di Karim Benzema e ai gol di Franck Ribéry e Jérémy Ménez. Con questo incontro l'Estonia ha così affrontato almeno una volta tutte le nazioni affiliate UEFA.
| Data          | Competizione | Nazionale 1 | Nazionale 2 | Risultato | Capienza |
| ------------- | ------------ | ----------- | ----------- | --------- | -------- |
| 5 giugno 2012 | Amichevole   | FRANCIA     | Estonia     | 4 - 0     | 23 500   |

Il 28 novembre 2013 la nazionale francese femminile affronta la Bulgaria al MMArena nell'eliminatorio della Coppa del Mondo 2015. Les Bleues si impongono largamente, sul risultato di 14-0.
| Data             | Competizione                        | Nazionale 1 | Nazionale 2 | Risultato | Capienza |
| ---------------- | ----------------------------------- | ----------- | ----------- | --------- | -------- |
| 18 novembre 2013 | Qualificazione Coppa del Mondo 2015 | FRANCIA     | Bulgaria    | 14 - 0    | 13 355   |

## Galleria d'immagini

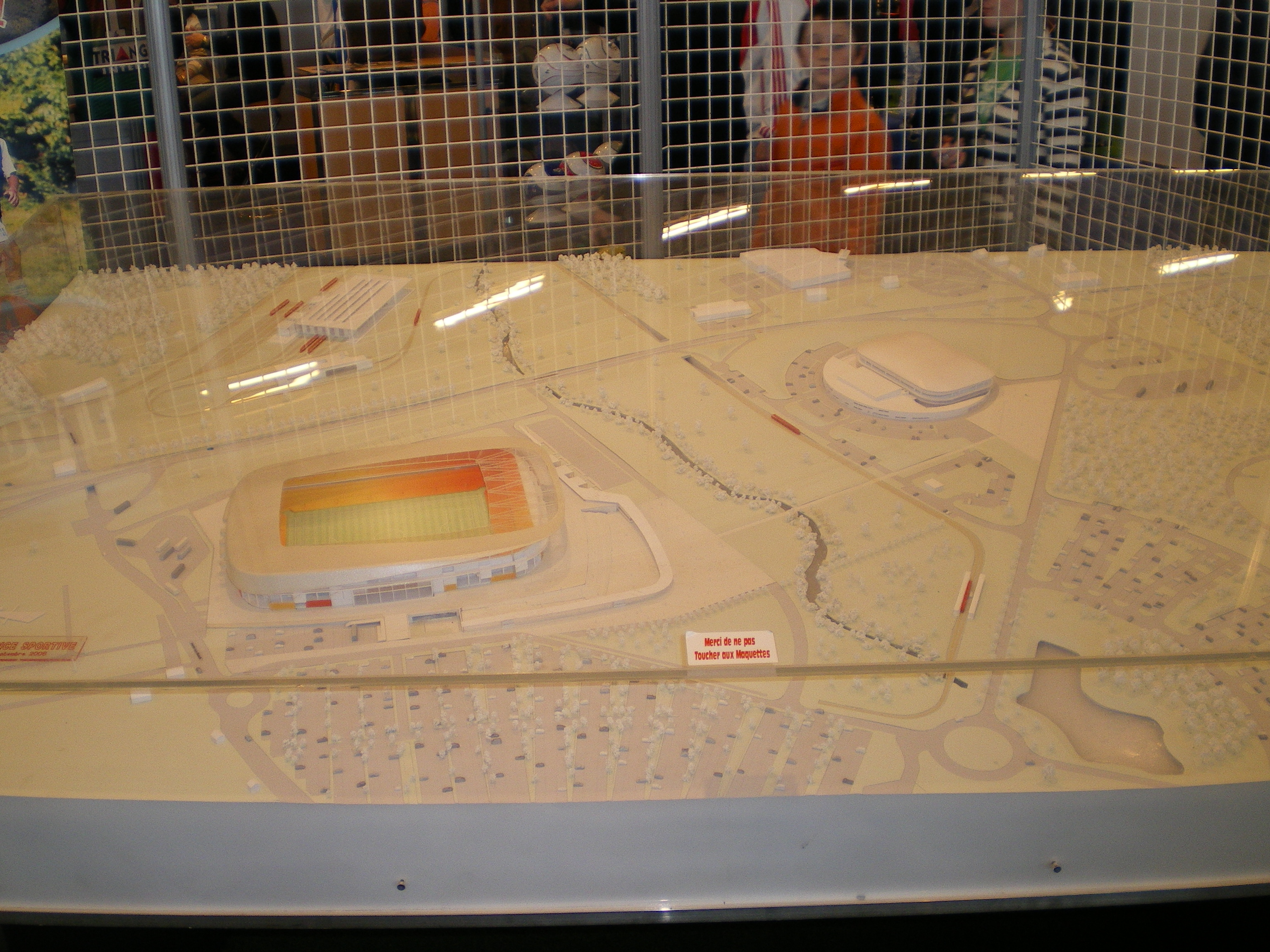
Marquette del MMArena

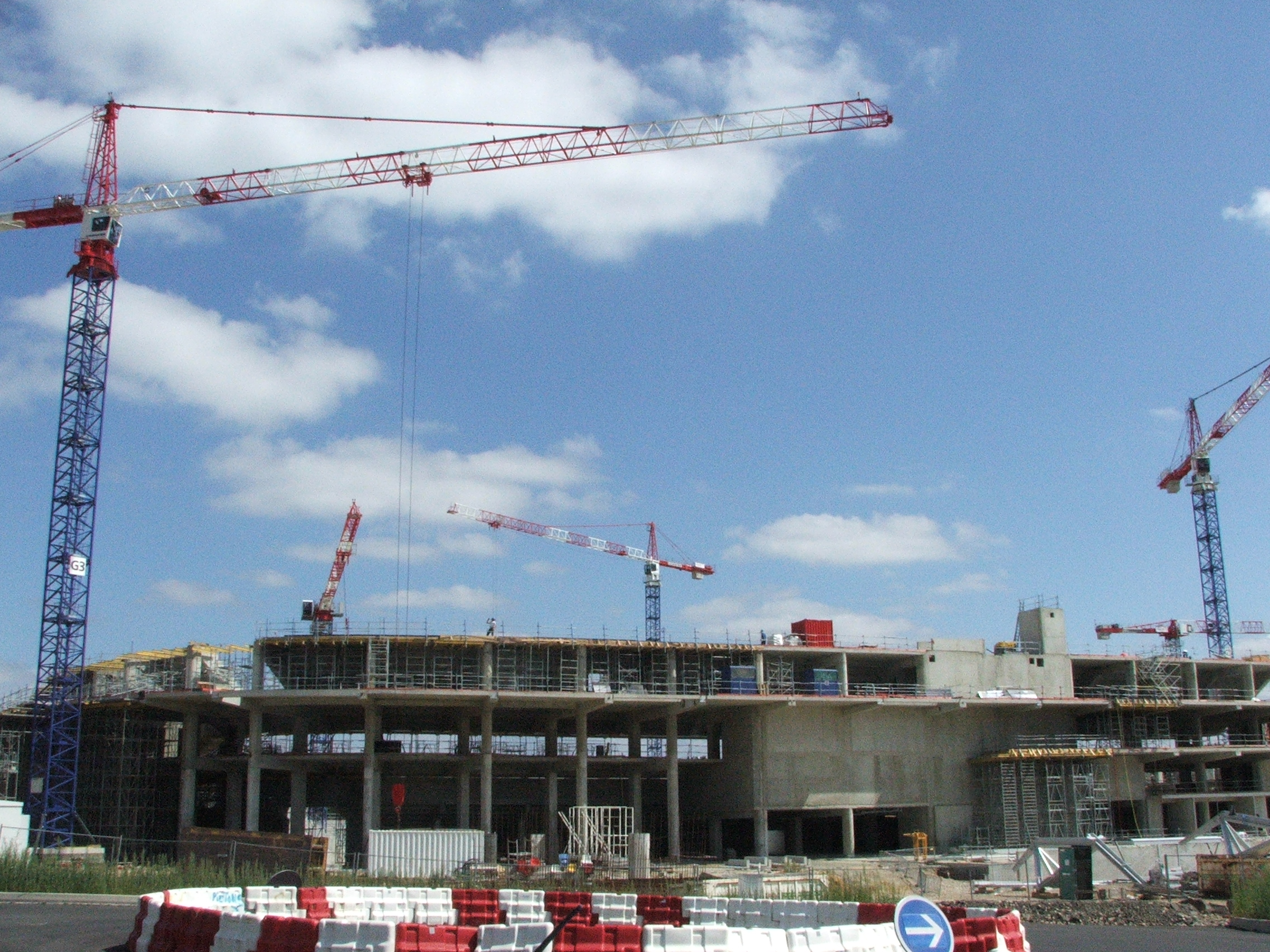
Cantiere nel 2009

### Rugby
| Data             | Competizione       | Squadra 1      | Squadra 2         | Risultato | Capienza |
| ---------------- | ------------------ | -------------- | ----------------- | --------- | -------- |
| 24 marzo 2012    | Top 14             | Stade français | SU Agen           | 53-27     | 24 085   |
| 13 dicembre 2012 | Challenge européen | Stade français | I Cavalieri Prato | 29-6      | 12 000   |